# Coelogyne brachygyne
Coelogyne brachygyne é uma espécie de orquídea epífita, família Orchidaceae, originária de Sumatra.